# Das Boot ist voll
Das Boot ist voll (literalment en català "el vaixell és ple") és una pel·lícula suïssa rodada en alemany del 1981 dirigida per Markus Imhoof amb un guió basat en la novel·la homònima de periodista i escriptor suís Alfred A. Haesler.
La pel·lícula fou nominada com a representació suïssa a l'Oscar a la millor pel·lícula de parla no anglesa. També va participar al 31è Festival Internacional de Cinema de Berlín, on va guanyar un Os de plata per a un assoliment singular excepcional.

## Sinopsi
Alemanya, agost de 1942. Cinc jueus i un desertor alemany aconsegueixen escapar d'un tren amb destinació a un camp d'extermini i fugir al territori suís, ignorant que un decret federal recentment emès nega el dret d'asil a les víctimes de persecució racial, si no en casos excepcionals. Arribats clandestinament a un petit poble, demanen hospitalitat a una dona, però el seu marit els denuncia a la policia cantonal. Per tant, els fugitius intenten canviar de rol per fugir del control i evitar que els retornin als nazis, cosa que no podran evitar.

## Repartiment
- Tina Engel - Judith Krueger
- Hans Diehl - Hannes Krueger
- Martin Walz - Olaf Landau
- Curt Bois - Lazar Ostrowskij
- Ilse Bahrs - Frau Ostrowskij
- Gerd David - Karl Schneider
- Renate Steiger - Anna Flueckiger
- Mathias Gnädinger - Franz Flueckiger
- Michael Gempart - Landjäger Bigler
- Klaus Steiger - Reverend Hochdorfer
- Alice Bruengger - Frau Hochdorfer
- Otto Dornbierer - Otti
- Monika Koch - Rosemarie
- Ernst Stiefel - Dr, Baertschi
- Johannes Peyer - Camioner
- Gertrud Demenga - Camperola

## Títol
El títol de la pel·lícula deriva de la metàfora utilitzada per Eduard von Steiger, cap del Departament Federal de Justícia i Policia durant la Segona Guerra Mundial, qui en un discurs pronunciat el 30 d'agost de 1942 a l'església protestant d'Oerlikon va comparar Suïssa amb un bot salvavides massa petit i ple de gent per acollir més refugiats.

## Producció
El rodatge a les ciutats de Diepoldsau i Siblingen al nord de Suïssa va començar el juliol de 1980 i va acabar al setembre. La pel·lícula va ser produïda per Limbo Film AG, fundada el 1977 per Imhoff i George Reinhart, però la realització no va resultar fàcil, ja que el tema es considerava tabú a Suïssa en aquell moment. Per tant, la participació d'Àustria i Alemanya i les emissores ZDF i Österreichischer Rundfunk, així com la SRF suïssa, van ser crucials per garantir el finançament necessari.

## Distribució
Després de l'estrena de febrer de 1981 al Festival Internacional de Cinema de Berlín, la pel·lícula es va projectar el 25 d'abril al Festival New Directors / New Films de Nova York i es va estrenar a Alemanya Occidental el 18 de desembre. El 7 de novembre de 1982 va participar al Philadelphia Jewish Film Festival i el 1983 es va tornar a mostrar a la Berlinale en la retrospectiva "Exili. Sis Actors d'Alemanya", dedicada a actors alemanys (inclòs Curt Bois, intèrpret d'aquesta pel·lícula) obligats a abandonar Alemanya en els anys 30 en instaurar-se el règim nazi.
El 2004 la pel·lícula va ser restaurada digitalment a partir de dues còpies greument danyades, l'original de 16 mm i una de 35 mm, i es va projectar al Festival de Cinema de Berlín, a la secció Especial Berlinale i al Festival de Cinema Jueu de San Francisco.

## Crítica
El crític Tullio Kezich ha definit Das Boot ist voll com "un petit clàssic de la filmografia de l'Holocaust" que fa tombar el tòpic de Suïssa com a paradís dels refugiats, mentre que Morando Morandini escrivia a Il Giorno: "Narrada amb un ritme que no deixa respiració, però això dona l'espai adequat a l'anàlisi del comportament i la psicologia, Das Boot ist voll és interpretada per un excel·lent grup d'actors".
L'escriptor Alberto Moravia va considerar la pel·lícula com "una anàlisi molt subtil i molt intensa del nacionalisme "cantonal", apreciant tant la direcció d'Imhoof "exacta, analítica, minuciosa" com la selecció dels actors, en particular Tina Engel, Renate Steigner, Mathias Gnädinger i Michael Gempart.